# Rathaus Charlottenburg

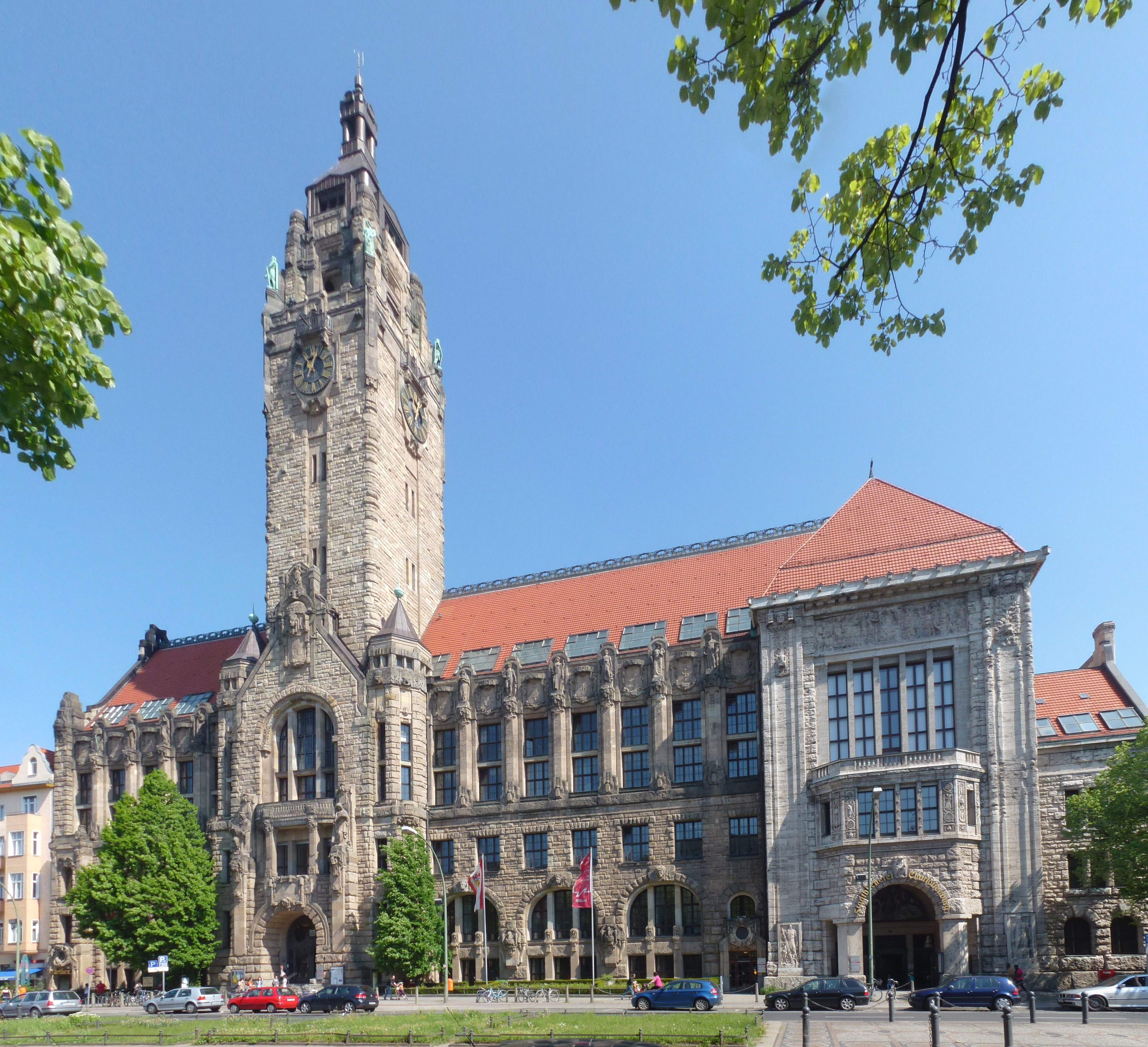
Rathaus Charlottenburg

Rathaus Charlottenburg är rådhuset i stadsdelen Charlottenburg i Berlin.
I byggnaden finns bland annat Bürgeramt, bibliotek och stadsdelsförvaltning.

## Kommunikationer
| Linje | Station              |  |  |  |
| U7    | Richard-Wagner-Platz |  |  |  |